# Camp du Vernet
Pour les articles homonymes, voir Vernet.
Le camp du Vernet est un camp d'internement français situé dans la commune du Vernet en Ariège, sur le bord de la route Nationale 20, au nord de Pamiers. Il a été construit à partir de juin 1918 pour recevoir des troupes coloniales. À la fin de la Première Guerre mondiale, il est transformé en camp pour prisonniers allemands et autrichiens. Puis, de février à septembre 1939, il servira à interner les républicains espagnols en fuite après leur défaite au cours de la guerre civile espagnole. Il a finalement été fermé en juin 1944.

## Historique

### Un camp d'internement pour les étrangers

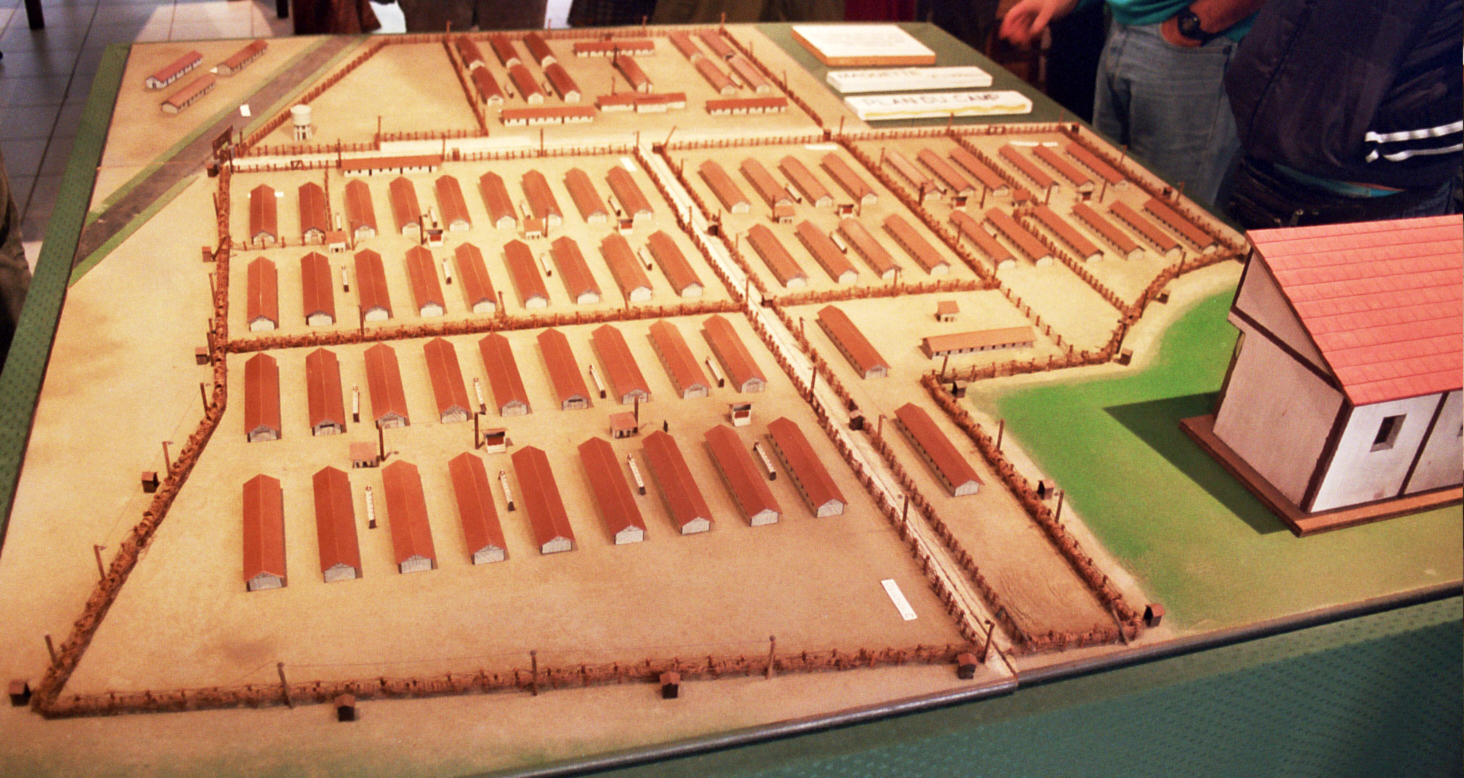
Reconstitution du camp en maquette.

Le camp du Vernet sert à regrouper les 12 000 combattants espagnols et d'autres étrangers de la Division Durruti dès 1939, après la défaite de la République espagnole. Puis, à la déclaration de la Seconde Guerre mondiale, les étrangers dits « indésirables », dont des membres du Parti communiste d'Allemagne (KPD) et du Parti communiste d'Autriche (KPÖ), des anarchistes et des intellectuels antifascistes. Il s'agissait donc d'un camp particulièrement sévère qui servait au regroupement des populations jugées les plus dangereuses, indisciplinées ou déloyales, comme ces opposants politiques ou les travailleurs les moins obéissants des Compagnies de Travailleurs Etrangers (CTE).
Les membres des Brigades internationales sont internés au Vernet dans des conditions terribles décrites par l’écrivain Arthur Koestler, lui-même interné au Vernet d'octobre 1939 à janvier 1940, dans son ouvrage La Lie de la terre.

### Camp d'internement pour les Juifs
À partir de 1942, il sert aussi de camp de transit pour les Juifs arrêtés dans la région par l'administration de Vichy dans un premier temps puis, par les Allemands à compter de novembre 1942, après qu'ils ont envahi la zone libre.  

### Évacuation du camp fin juin 1944
Le 10 juin 1944, le landesschutzen bataillon no 726 de la Wehrmacht prend le commandement du camp. Le 30, les 398 internés encore présents sont évacués par bus et camions et internés à Toulouse. Ils sont déportés quelques jours plus tard vers le camp de Dachau depuis la gare de Raynal par le « train fantôme » (ce train porte ce nom car il mettra près de 2 mois à atteindre Dachau). 
Au total environ 40 000 personnes de 54 nationalités ont été internées dans ce camp, principalement des hommes, mais aussi des femmes et des enfants.

## Lieux de mémoire
Les bâtiments du camp n'existent plus, à l'exception de deux piliers de la porte d'entrée, d'un château d'eau et des maisons des gardiens (barraquements) situés de l'autre côté de la route. L'ancienne gare du camp se situe au bord de la route nationale 20 au nord de Pamiers où se trouve un ancien wagon de train, identique à ceux qui ont transporté les internés aux camps d'extermination. À l'intérieur, une plaque identifie une quarantaine d'enfants juifs, âgés de 2 à 17 ans, qui ont été déportés du Vernet à Auschwitz le 1er septembre 1942.

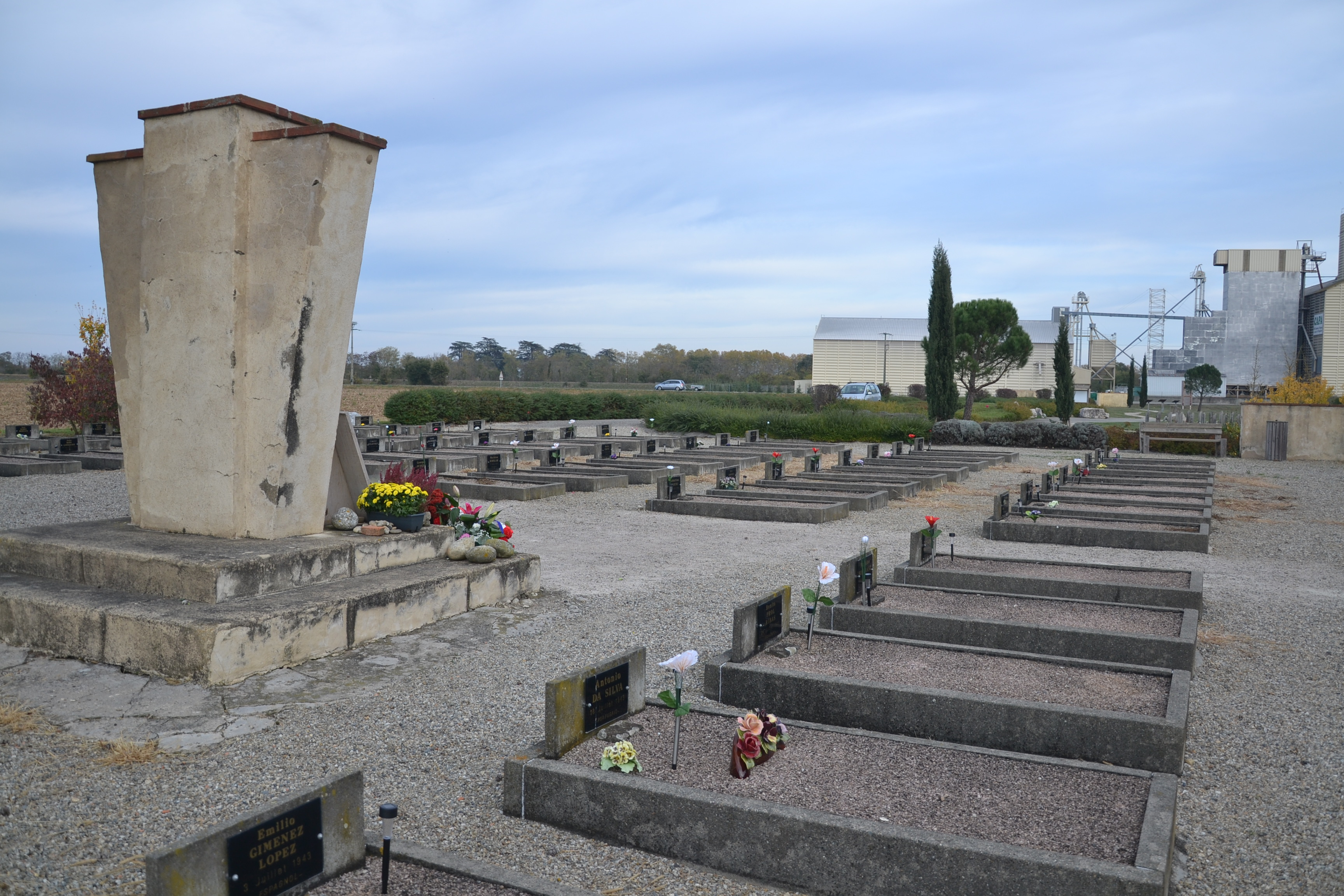
Cimetière mémorial.

Au village du Vernet, un musée est consacré au camp.
Dans le cimetière du camp, situé sur la commune de Saverdun, sont présentes des tombes d'internés décédés dans le camp, ainsi que différentes stèles rendant hommage aux internés et qui illustrent la coexistence de différentes mémoires, en particulier celle des internés par mesure de répression (stèle aux antifascistes et stèle aux « Résistants européens ») et celle des internés par mesure de persécution (stèle de l'Union des étudiants juifs de France et plaques de déportés). Un espace de mémoire comportant les panneaux de toutes les nationalités a été aménagé devant l'entrée du cimetière.
Les vestiges du camp et le cimetière sont protégés au titre des monuments historiques par décret du 3 mars 2019.
Par ailleurs, l'Amicale des Anciens internés politiques et résistants du camp de concentration du Vernet d'Ariège a œuvré pour la création du Musée du camp du Vernet et effectue des recherches historiques, organise des conférences et des expositions[source insuffisante].

## Camp de concentration ou camp d'internement?
Il existe un débat historiographique sur l'utilisation de l'expression « camp de concentration », que la majorité des historiens français de la Shoah voudraient voir limitée aux camps allemands. Par exemple Annette Wieviorka, dans un article de la revue Vingtième Siècle de 1997, écrit : « La même expression, « camp de concentration », a été utilisé au cours du siècle, notamment dans le vocabulaire administratif, pour désigner des camps fort différents les uns des autres. Intituler en 1995 un livre, Les Camps de concentration français de la Première Guerre mondiale, pose un problème. Les camps nazis sont si présents dans nos esprits qu'un lecteur pressé peut penser qu'il y eut en France pendant la Grande guerre, un système concentrationnaire. Car le camp nazi est devenu, à juste titre, la référence du mal absolu à l'aune duquel se mesure chaque situation d’internement. »
L'Amicale du Vernet a pris nettement position dans l'autre sens, considérant qu'un grand nombre de documents d'archives utilisent l'expression « camp de concentration » pour le camp du Vernet.

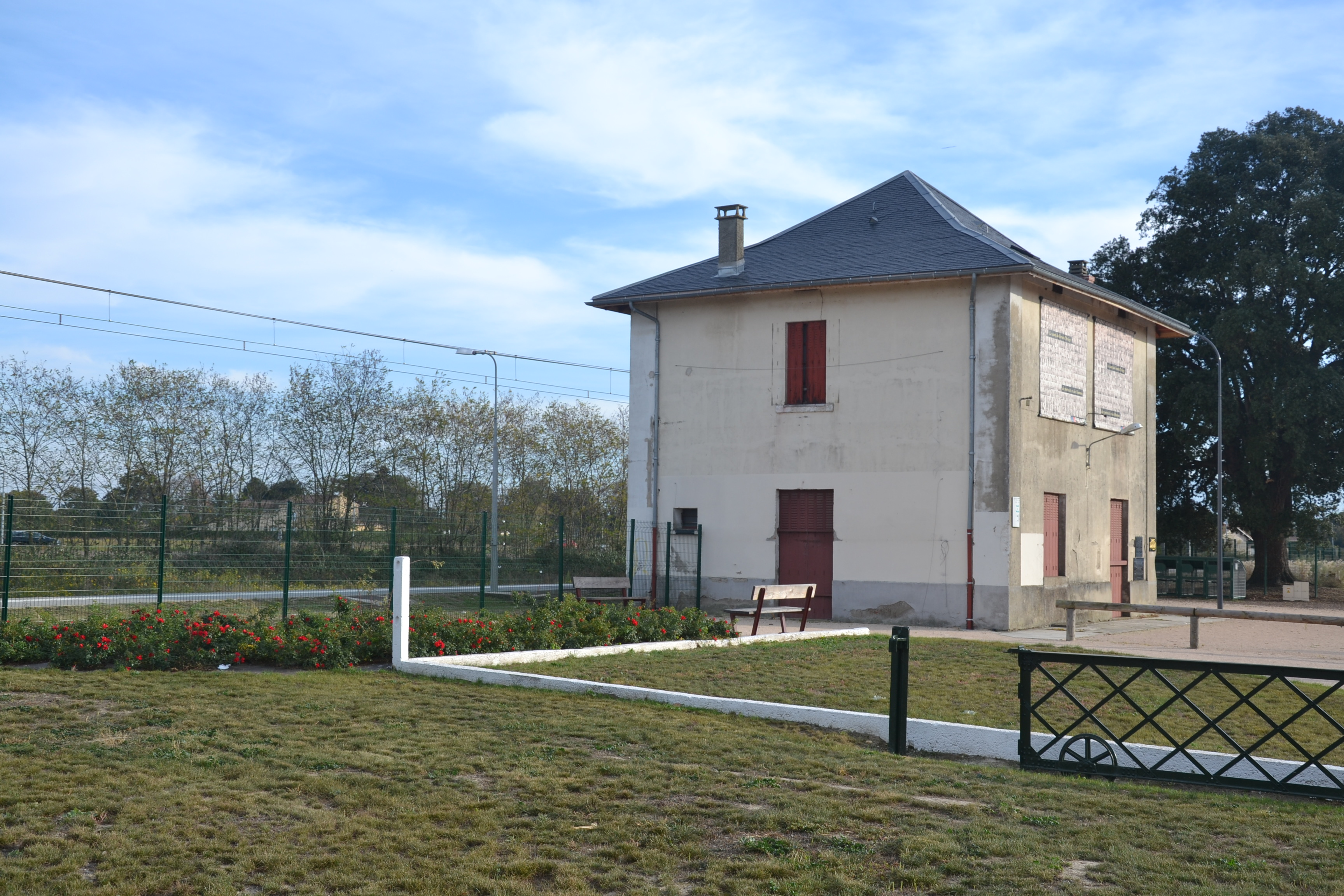
Gare ferroviaire du Vernet-d'Ariège.
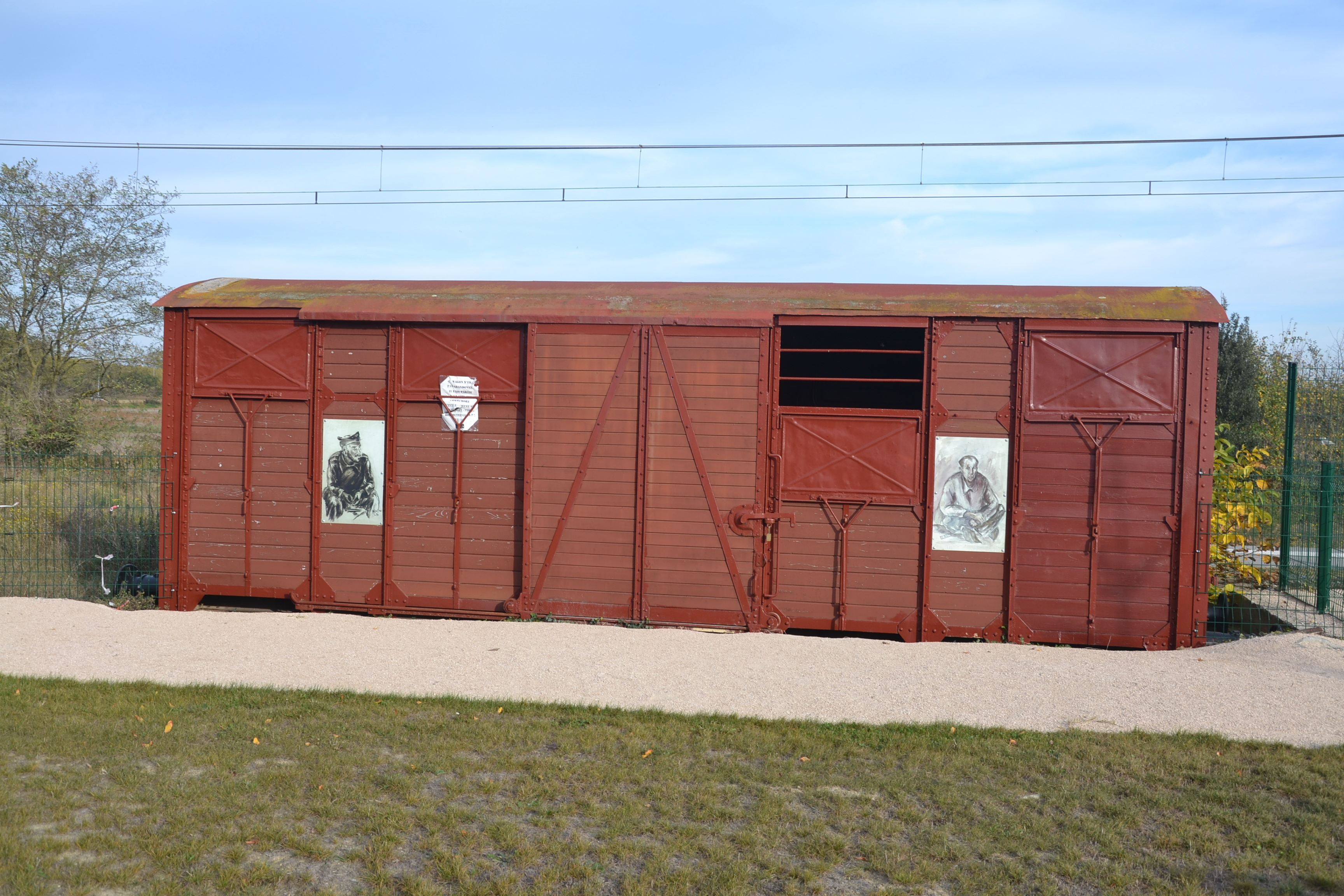
Wagon commémorant les prisonniers et déportés du camp d'internement.
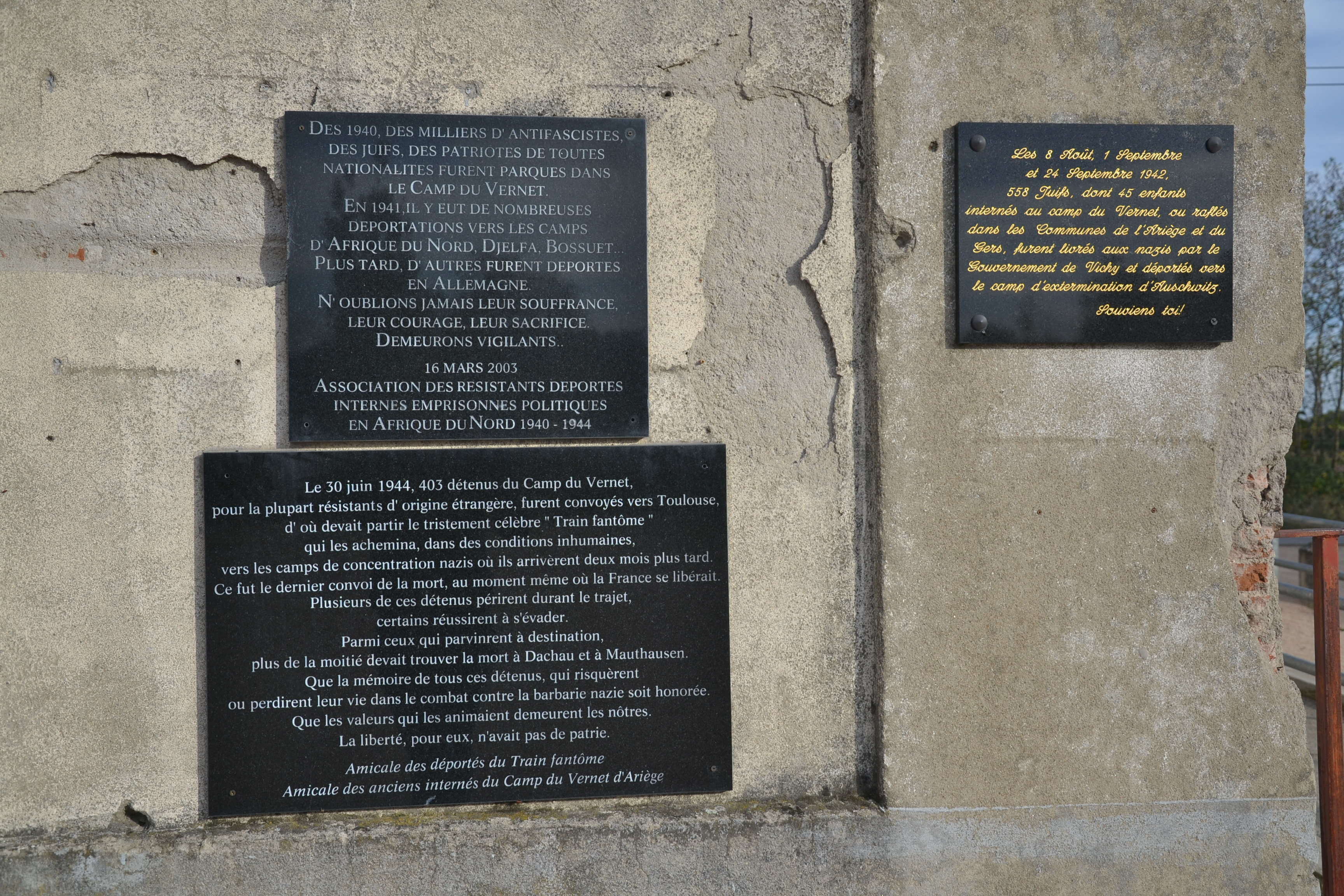
Plaques commémoratives de la gare.

## Personnalités ayant été internées au camp

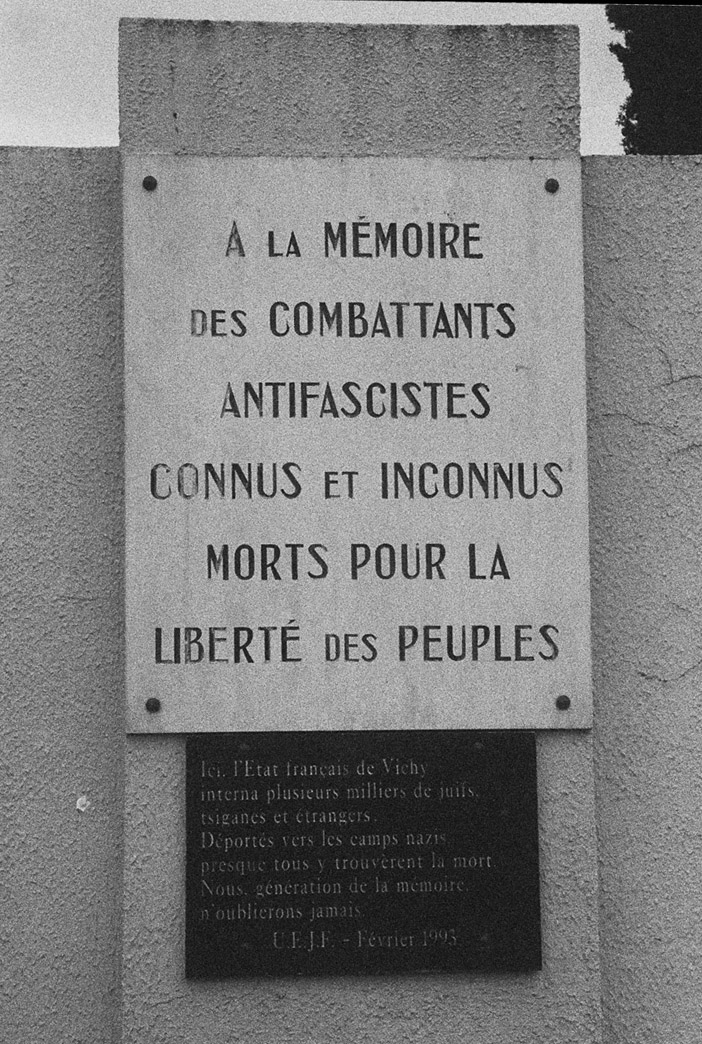
Plaque commémorative.

Parmi les personnalités ayant été internés dans le camp du Vernet, on peut citer :
- Max Aub, auteur dramatique, romancier, essayiste et critique littéraire espagnol[12]
- Hermann Axen, communiste allemand ; homme politique de RDA
- Hans Baumgarten (de)
- Joseph Bass, résistant juif français, fondateur du « réseau André »
- Erwin Blumenfeld, photographe américain d'origine allemande
- Joan Call Bonet, dit Call, dessinateur de presse espagnol puis français
- Félix Carrasquer Launed (ca), révolutionnaire, pédagogue, écrivain espagnol
- Franz Dahlem, homme politique et résistant allemand
- Léon Degrelle, homme politique belge, fondateur du mouvement Rex, au départ parti nationaliste qui devint rapidement fasciste
- Carlos Duchatellier, artiste peintre haïtien. Il "occupe une place à part dans la mémoire du camp du Vernet car ses dessins, croquis et tableaux sont une immense source de témoignages pour comprendre la vie au camp"[13],[14]
- Gerhart Eisler, journaliste et communiste allemand
- Fritz Fränken (de), communiste allemand
- Lion Feuchtwanger, écrivain allemand, pacifiste et antimilitariste
- Bruno Frei (en), communiste autrichien
- Paul Frölich, historien, essayiste et militant communiste allemand
- Wilhelm Gengenbach (1914 - 2002), militant communiste allemand
- Kurt Goldstein, communiste allemand d'origine juive
- Albert Gromulat
- Ljubo Ilić (général Ljubo), membre des Brigades internationales et résistant, plus tard diplomate de la Yougoslavie
- Walter Janka (en), communiste allemand
- Alfred Klahr, communiste autrichien
- Arthur Koestler, romancier, journaliste et essayiste hongrois, naturalisé britannique (dans son livre La Lie de la terre, il évoque son internement au Vernet)
- Hermann Langbein, communiste autrichien
- Rudolf Leonhard, communiste et écrivain allemand d'origine juive
- Luigi Longo communiste italien
- Paul Merker (en), communiste allemand
- Miguel Luengo Guillen (né en 1907), passeur à la frontière franco-espagnole, dénoncé à la Gestapo et surpris sur le pont d’Ussat-les-Bains. Il est tué le 15 mai 1943 alors qu’il tente de s’échapper du camp ; il est enterré à Saint-Paul-de-Jarrat
- Boris Milev, communiste bulgare
- Antonio Ortiz Ramírez, anarcho-syndicaliste catalan
- Baron Wolf Von Osten-Sacken, noble allemand, libéré le 3 septembre 1940
- Wilhelm Peter
- Paul Pitoum, décorateur de théâtre ukrainien[15],[16]
- Francisco Ponzán Vidal militant anarcho-syndicaliste espagnol ; il est à l'origine du réseau d’évasion du groupe Ponzan
- Heinz Priess,  communiste allemand, membre des Brigades internationales
- Alexandre Putjatin (Poutiatine), monarchiste
- Siegfried Rädel, communiste allemand
- Josef Raab, communiste allemand, résistant antifasciste, momentanément commandant du bataillon Thälmann (Thälmann-Bataillon), pendant la guerre civile espagnole
- Heinrich Rau, communiste allemand
- Gustav Regler, écrivain allemand
- Ernest Rottiers, jeune fugitif belge
- Francesc Sabaté Llopart, militant anarchiste espagnol
- Joan Sauret, journaliste et homme politique catalan
- Sacha Schapiro, anarcho-syndicaliste ukrainien, père du mathématicien Alexandre Grothendieck
- Nikolas Tchorbadieff, anarchiste bulgare
- Georges Vadnaï, futur Grand-rabbin de Lausanne
- Hans Venedey (de) social-démocrate allemand, ministre de l'Intérieur de la Grande-Hesse après la guerre
- Ludwig Weil
- Friedrich Wolf, écrivain et communiste allemand
- Jacques Wolga, artiste peintre russe d'origine juive, engagé volontaire et résistant